# Hylaeora
Hylaeora is een geslacht van vlinders van de familie tandvlinders (Notodontidae).

## Soorten
- H. capucina Felder, 1874
- H. dilucidua Felder, 1874
- H. eucalypti Doubleday, 1849
- H. inclyta Walker, 1862